# Joussaari (ö i Södra Savolax)
Joussaari är en ö i Finland.   Den ligger i kommunen S:t Michel i den ekonomiska regionen  S:t Michel och landskapet Södra Savolax, i den södra delen av landet, 240 km nordost om huvudstaden Helsingfors. Joussaari ligger i sjön Kyyvesi.